# چرک خواب
«چرک خواب» (به انگلیسی: Sleep Dirt) آلبومی از هنرمند اهل ایالات متحده آمریکا فرانک زاپا است که در سال ۱۹۷۹ میلادی منتشر شد.